# 弗洛伦廷·彼得
弗洛伦廷·彼得（羅馬尼亞語：Florentin Petre；1976年1月15日—）是一位已經退役的羅馬尼亞足球運動員。在場上的位置是右邊鋒。他曾經效力於索菲亞中央陸軍足球俱樂部等球隊。他也曾代表羅馬尼亞國家足球隊參賽。